# Niedzica
Niedzica (slowakisch Nedeca, ungarisch Nedecz; deutsch Netzdorf oder Nisitz) ist eine Ortschaft in der Gemeinde Łapsze Niżne im Powiat Nowotarski der Woiwodschaft Kleinpolen in Polen.

## Geographie
Der Ort liegt am rechten Ufer des Bachs Niedziczanka und am südlichen Ufer des Czorsztyn-Stausees unterhalb der Pieninen.
Das Dorf ist auf zwei Schulzenämter aufgeteilt: Niedzica und Niedzica–Zamek, das bis 1. Januar 2014 der Weiler Zamek von Niedzica war.

Karte der Polnischen Zips
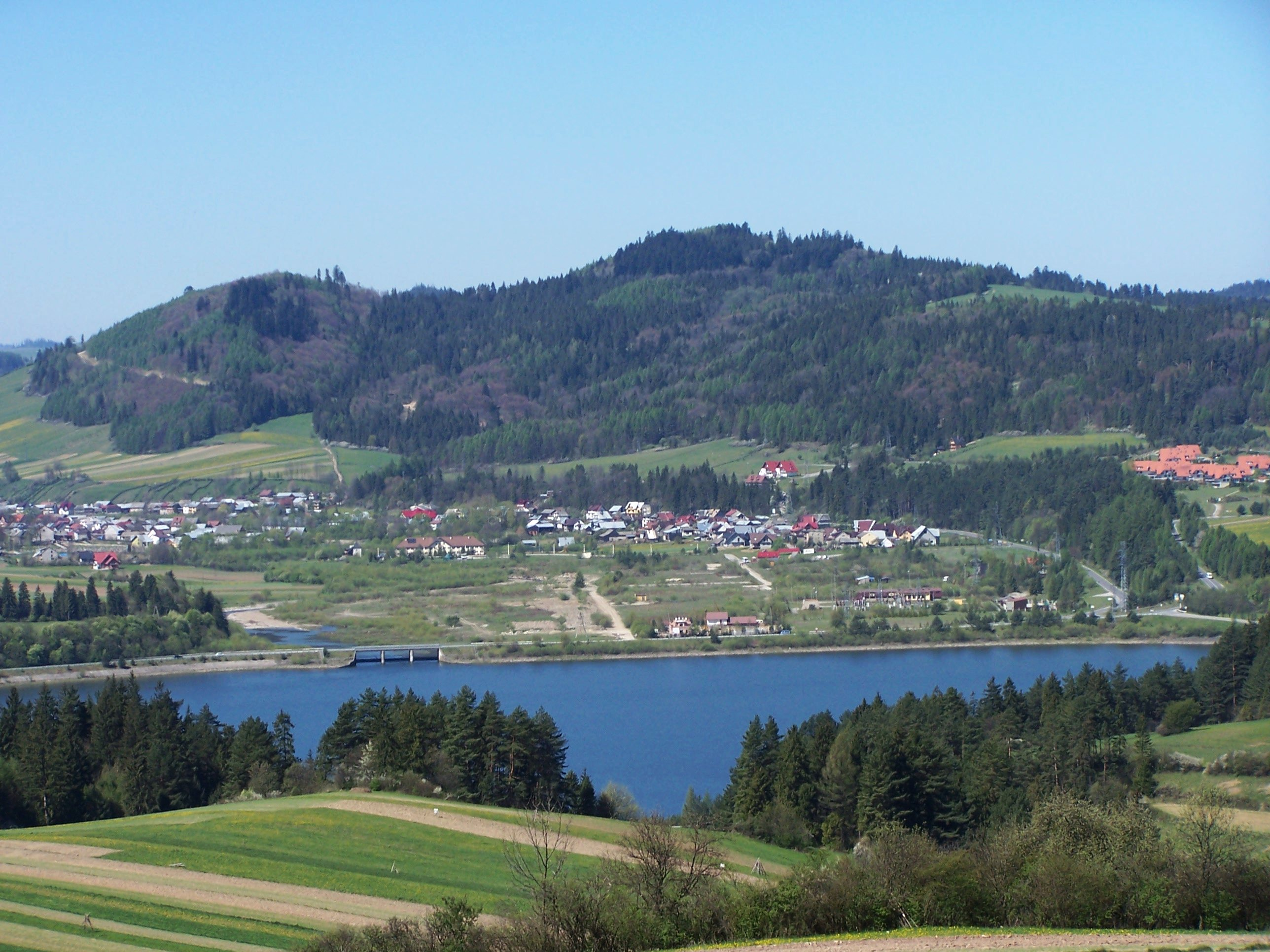
Ortsansicht

## Geschichte
Niedzica ist eines der vierzehn Dörfer in der Polnischen Zips.
Der Ort existierte schon im 13. Jahrhundert und wurde erstmals 1320 erwähnt, als der Meister Kokosz Brezeviczy villam Nisicz circa aquam Nisicz an seinen Bruder Jan verkaufte. 1325 wurde die Burg novum castrum de Dunajecz (Burg Niedzica) fertiggestellt. Die örtliche Kirche findet erstmals 1326 Erwähnung. Zwischen den Jahren 1589 und 1594 wurden die Güter Niedzica (benannt im Dokument als Stadt) von Albrecht Łaski an György Horváth verkauft.
Im Jahre 1805 wurde das Dorf von dem polnischen Schriftsteller Stanisław Staszic und 1832 von Seweryn Goszczyński besucht. Im 19. Jahrhundert wurde Slowakisch die Sprache der Kirche und der Schule, aber die lokalen Goralen sprachen Goralisch, einen polnischstämmigen Dialekt, der in den ungarischen Volkszählungen im Gegensatz zu den goralischen Dörfern der Arwa immer als Slowakisch betrachtet wurde. Später wurde eine Politik der Magyarisierung betrieben. 1877 wohnten in Niedzica zudem etwa 100 Juden.
1918, nach dem Ende des Ersten Weltkriegs und dem Zusammenbruch der k.u.k. Monarchie, wurde das Dorf Teil der neu entstandenen Tschechoslowakei. In Folge der tschechoslowakisch-polnischen Grenzkonflikte im Zips-Gebiet wurde der Ort 1920 der Zweiten Polnischen Republik zugesprochen. Zwischen den Jahren 1920 und 1925 gehörte er zum Powiat Spisko–Orawski, ab 1. Juli 1925 zum Powiat Nowotarski. Im Jahre 1921 hatte die Gemeinde 218 Häuser mit 991 Einwohnern, davon 906 Polen, 1 Ruthene, 33 Deutsche, 51 anderer Nationalität (mehrheitlich Slowaken), 940 römisch-katholische, 1 griechisch-katholisch, 3 evangelische, 4 anderen Christen, 43 israelitische.
Im Dorf überdauerte der Frondienst bis 1929 bzw. 1932.
Von 1939 bis 1945 wurde das Dorf ein Teil des Slowakischen Staates.
Von 1975 bis 1998 gehörte Niedzica zur Woiwodschaft Nowy Sącz.

## Sehenswürdigkeiten
- Kirche, gebaut im frühen 15. Jahrhundert
- Burg Niedzica

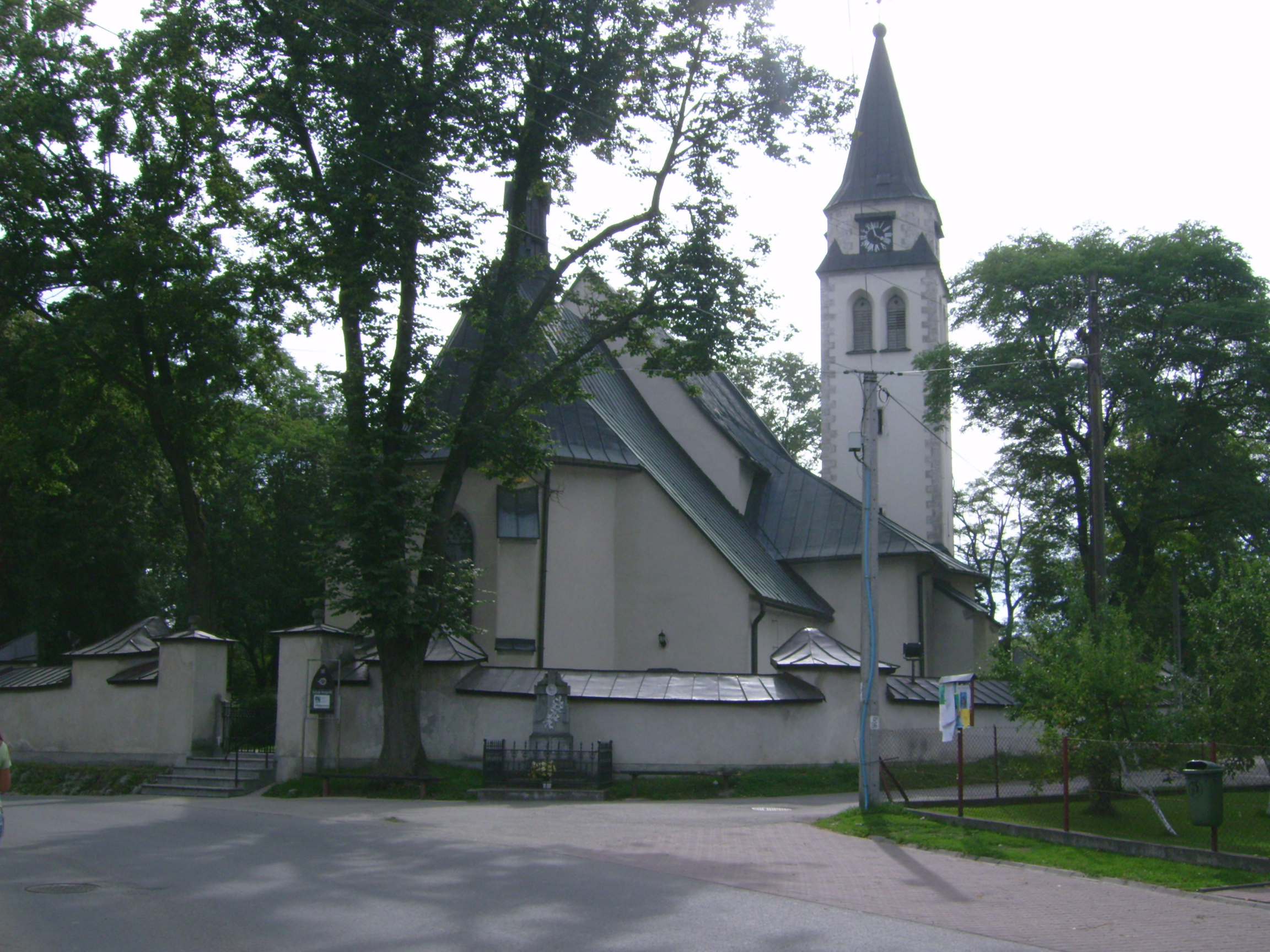
Kirche
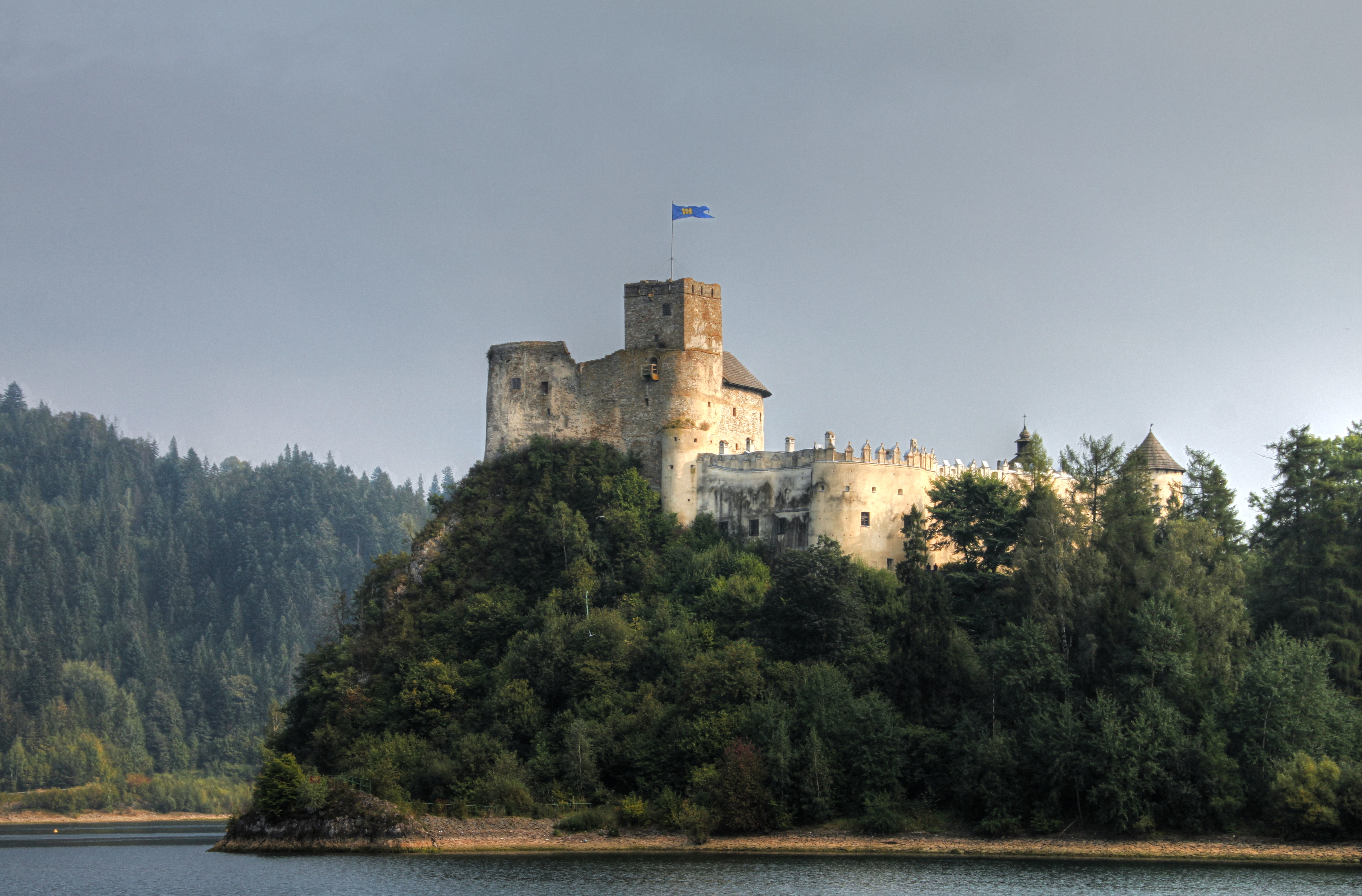
Burg Niedzica